# Liste der Bodendenkmäler in Raisting
Auf dieser Seite sind die Bodendenkmäler in der oberbayerischen Gemeinde Raisting zusammengestellt. Diese Tabelle ist eine Teilliste der Liste der Bodendenkmäler in Bayern. Grundlage ist die Bayerische Denkmalliste, die auf Basis des Bayerischen Denkmalschutzgesetzes vom 1. Oktober 1973 erstmals erstellt wurde und seither durch das Bayerische Landesamt für Denkmalpflege geführt wird. Die folgenden Angaben ersetzen nicht die rechtsverbindliche Auskunft der Denkmalschutzbehörde.

## Bodendenkmäler der Gemeinde

### Bodendenkmäler in der Gemarkung Raisting
| Lage                                  | Objekt | Akten-Nr.     | Bild           |
| ------------------------------------- | --- | ------------- | -------------- |
| Raisting (Standort)                   | Straße der römischen Kaiserzeit (Teilstück der Trasse Gauting–Kempten). Siehe auch: Römische Kaiserzeit | D-1-8032-0043 |                |
| Raisting (Standort)                   | Villa rustica der römischen Kaiserzeit sowie Siedlung der Bronzezeit. Siehe auch: Villa rustica, Bronzezeit | D-1-8032-0072 |                |
| Raisting (Standort)                   | Burgstall des hohen und späten Mittelalters (Menburg). Siehe auch: Burgstall, Burgstall Menburg | D-1-8032-0073 | weitere Bilder |
| Raisting (Standort)                   | Straße der römischen Kaiserzeit (Teilstück der Trasse Augsburg-Brenner). | D-1-8032-0080 |                |
| Raisting (Standort)                   | Siedlung vor- und frühgeschichtlicher Zeitstellung. | D-1-8032-0082 |                |
| Raisting (Standort)                   | Burgstall des hohen Mittelalters. Siehe: Burgstall Sölb | D-1-8032-0084 |                |
| Raisting (Standort)                   | Bestattungsplatz mit Kreisgräben vor- und frühgeschichtlicher Zeitstellung. Siehe auch: Kreisgraben | D-1-8032-0087 |                |
| Raisting (Standort)                   | Straße der römischen Kaiserzeit (Teilstück der Trasse Augsburg-Brenner). | D-1-8032-0100 |                |
| Raisting Leonhardstraße 14 (Standort) | Untertägige spätmittelalterliche und frühneuzeitliche Befunde im Bereich der Katholischen Filialkirche St. Margaretha in Sölb und ihres Vorgängerbaus. Siehe auch: St. Margaretha (Sölb), Sölb                              | D-1-8032-0161 | weitere Bilder |
| Raisting Kirchenweg 1 (Standort)      | Untertägige mittelalterliche und frühneuzeitliche Befunde im Bereich der Katholischen Pfarrkirche St. Remigius in Raisting. Siehe auch: St. Remigius (Raisting)                                                             | D-1-8032-0162 | weitere Bilder |
| Raisting (Standort)                   | Siedlung vorgeschichtlicher Zeitstellung und Brandgräber der mittleren Latènezeit. | D-1-8032-0168 |                |
| Raisting (Standort)                   | Siedlung der römischen Kaiserzeit. | D-1-8132-0079 |                |
| Raisting (Standort)                   | Siedlung vor- und frühgeschichtlicher Zeitstellung. | D-1-8132-0081 |                |
| Raisting (Standort)                   | Siedlung vor- und frühgeschichtlicher Zeitstellung. | D-1-8132-0098 |                |
| Raisting (Standort)                   | Verebnete Grabhügel vorgeschichtlicher Zeitstellung. | D-1-8132-0099 |                |
| Raisting (Standort)                   | Untertägige spätmittelalterliche und frühneuzeitliche Befunde im Bereich der ehemalige Katholischen Wallfahrtskirche St. Johannes d.T. bei Raisting und ihres Vorgängerbaus. Siehe auch: St. Johannes der Täufer (Raisting) | D-1-8132-0146 | weitere Bilder |
| Raisting (Standort)                   | Untertägige frühneuzeitliche Befunde im Bereich der Katholischen Kapelle St. Stephan in Stillern und ihres Vorgängerbaus. Siehe auch: St. Stephanus (Stillern)                                                              | D-1-8132-0147 | weitere Bilder |